# Capilla del Sagrario Metropolitano
El Sagrario Metropolitano de Puebla es un capilla de la catedral, de la ciudad de Puebla, México. La capilla llamada del Sagrario respondió a la necesidad de contar con un espacio aparte de la catedral para despachar los asuntos relacionados con los Sacramentos y servicios espirituales originalmente impartidos a la población criollo-española y sus servidumbres, como lo era también que el interior de la catedral como sede episcopal no debía por cuestiones prácticas, servir de parroquia.

## Historia
Puebla desde sus orígenes contó con una parroquia, la primera iglesia de Puebla (1531), pero ésta fue derruida al construirse la antigua catedral, que sirvió a su vez de parroquia. Posteriormente, al construirse la actual catedral, se utilizó como parroquia el espacio del altar del Perdón, colocándose ahí una pila bautismal.
El primer obispo que trabajó sobre el asunto de la falta de parroquia fue Juan de Palafox. Éste resolvió construirla en el atrio, frente a la puerta del Perdón, con un amplio claustro que sirviera de pórtico; pero al partir Palafox a España, las obras se quedaron inconclusas y a la mitad, permaneciendo y afeando, según los poblanos de aquel entonces, la hermosa y majestuosa fachada. Quedaron de estas ruinas algunos gruesos paredones, que después se confundieron equivocadamente con los restos de la antigua Iglesia Mayor.
El Sagrario actual se comenzó a construir en 1700 bajo la dirección del padre Antonio Salas Navarro y se terminó 24 años después. Sus medidas son muy similares a las de la Sacristía: de 17.80m por 10.50m, y forman dos locales adjuntos al Altar Mayor sin tener comunicación con esta, pero sí a través de las capillas que son cabeceras de sus respectivas naves, comparten el mismo tipo de bóvedas y arcos mas no de la misma calidad.
Durante 245 años fue la sede parroquial, después fue trasladada al antiguo convento de la Soledad, unas cuadras al sur.

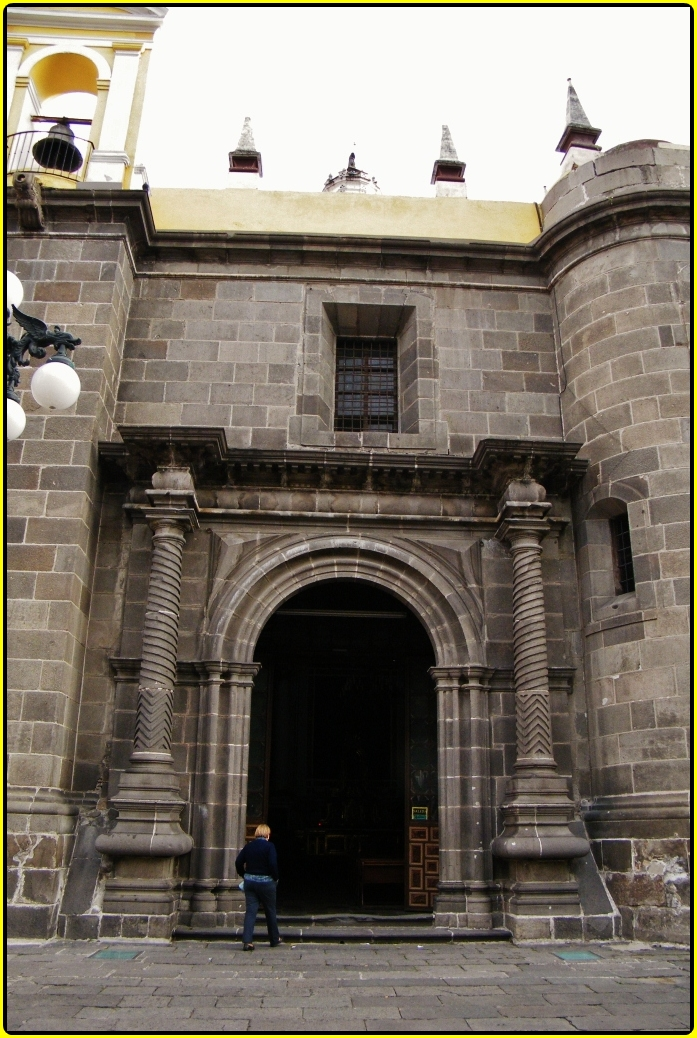

## Interior
Su retablo de orden compuesto es de mampostería. Tiene dos columnas pareadas a cada lado y sobre ellos un arranque de tímpano abierto con un pedestal y una jarra. El segundo cuerpo lo compone un ático en cuyo medio está un óvalo horizontal en el que se representa el Santísimo Sacramento. El espacio principal lo ocupa una pintura de Zendejas sobre el Viacrucis, lugar que ocupó un tiempo un cuadro de La adoración de Santiago a la Virgen del Pilar de autor desconocido, que hoy se observa a un lado de la puerta. Los intercolumnios y entre-calles están decorados con adornos dorados. El autor de la pintura del óvalo así como de dos pequeñas pinturas en los netos de los pedestales es Lorenzo Zendejas hijo del famoso pintor poblano del mismo apellido. Frente a este retablo hay un altar de un hermoso dorado de calamina.
A los muros colaterales hay dos pequeños altares trabajados por Rafael Barrios dedicados a San Jóse y la de enfrente a la Virgen de Guadalupe, ambas estatuas de talla pequeña son obra de Cora.
Tiene una pequeña capilla lateral de planta cruciforme, casi redonda con cúpula octagonal sobre tambor donde esta una fuente bautismal de taza y pedestal de Tecali, con una jarra de lo mismo que portaba unas azucenas bronceadas que ya no existen. Su altar principal compuesto de dos columnas pareadas cuya cornisa forma un arco, luce una Virgen de talla regular protegida con cristal.

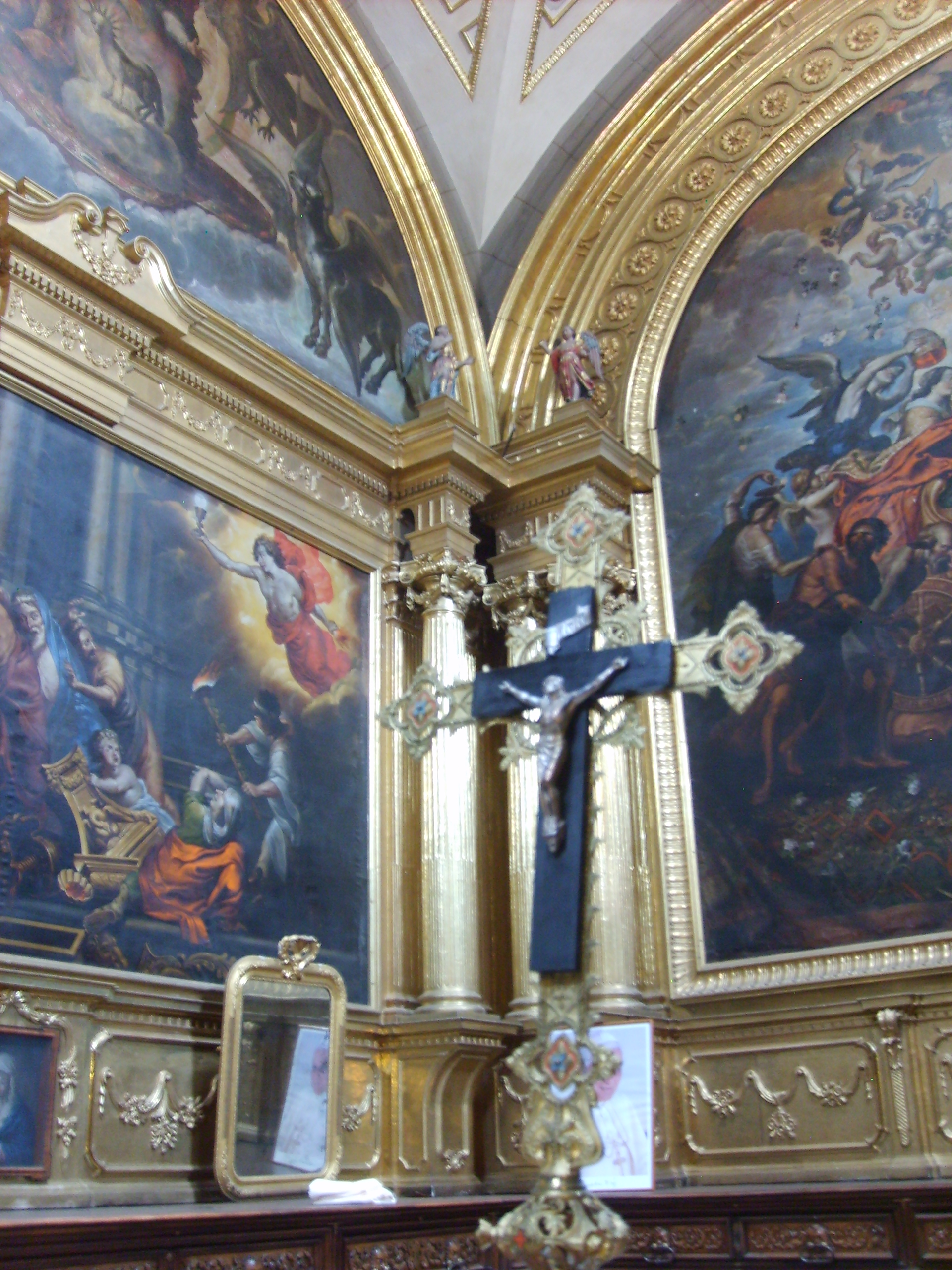
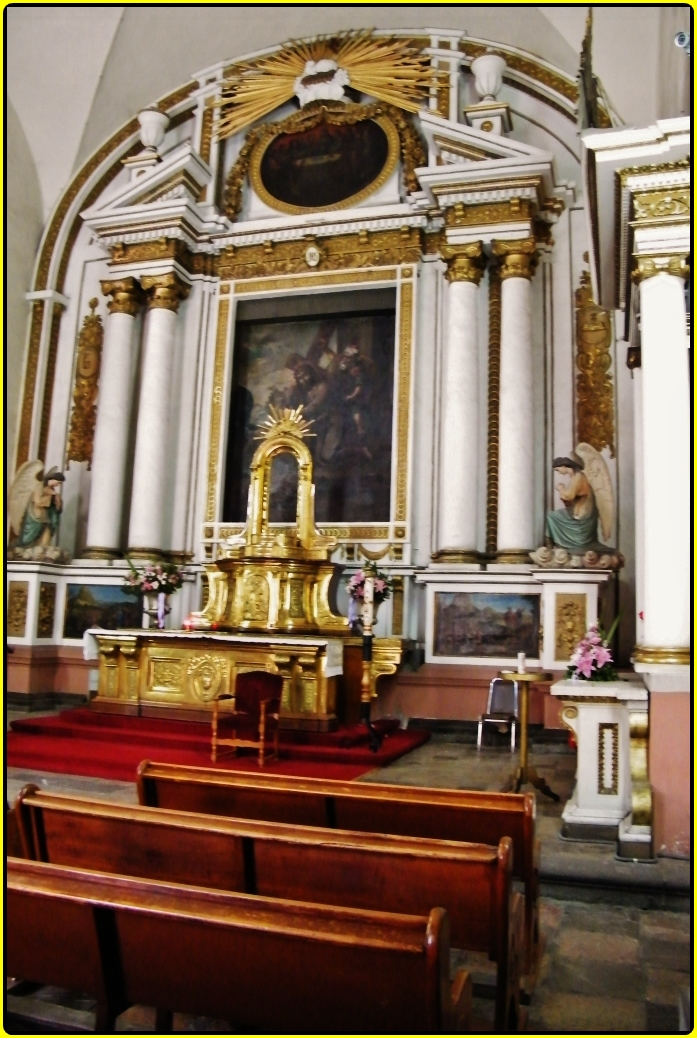
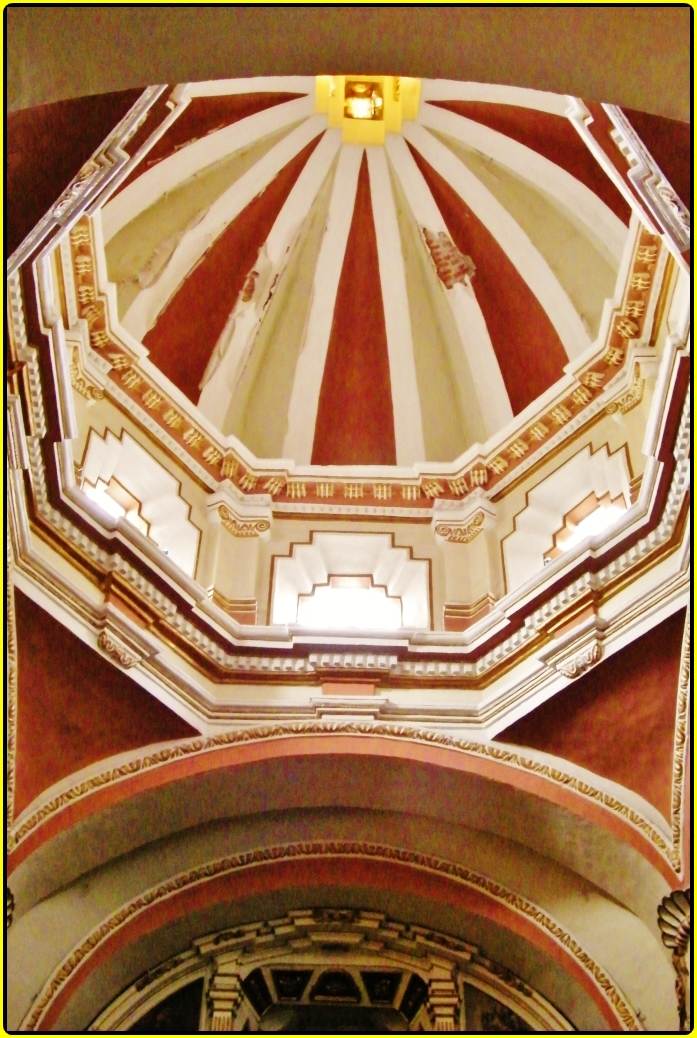
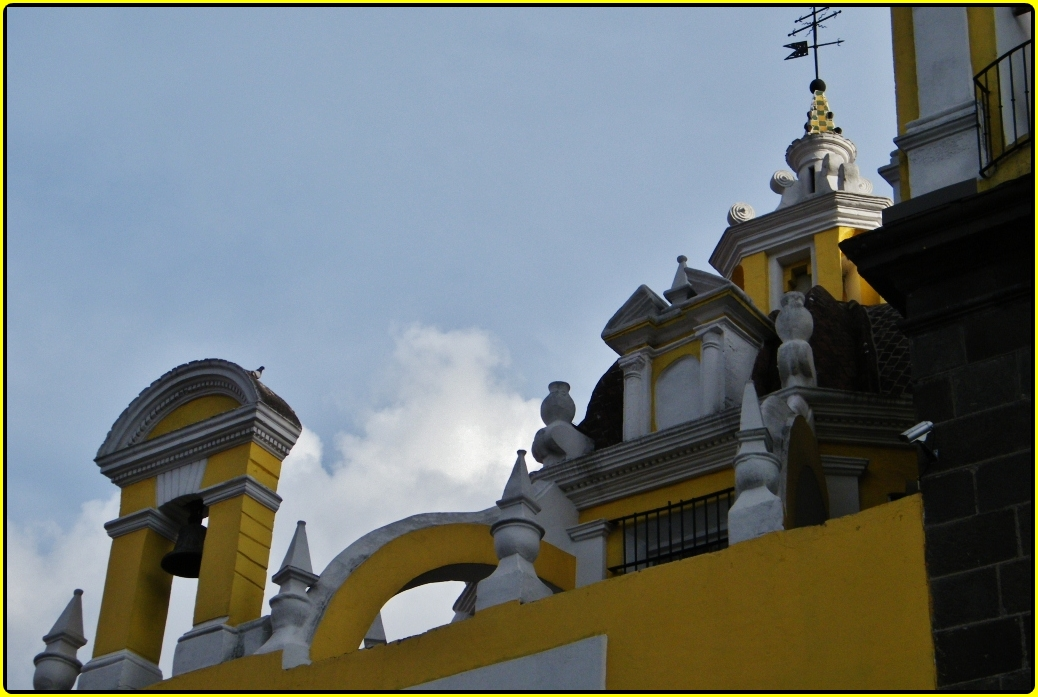
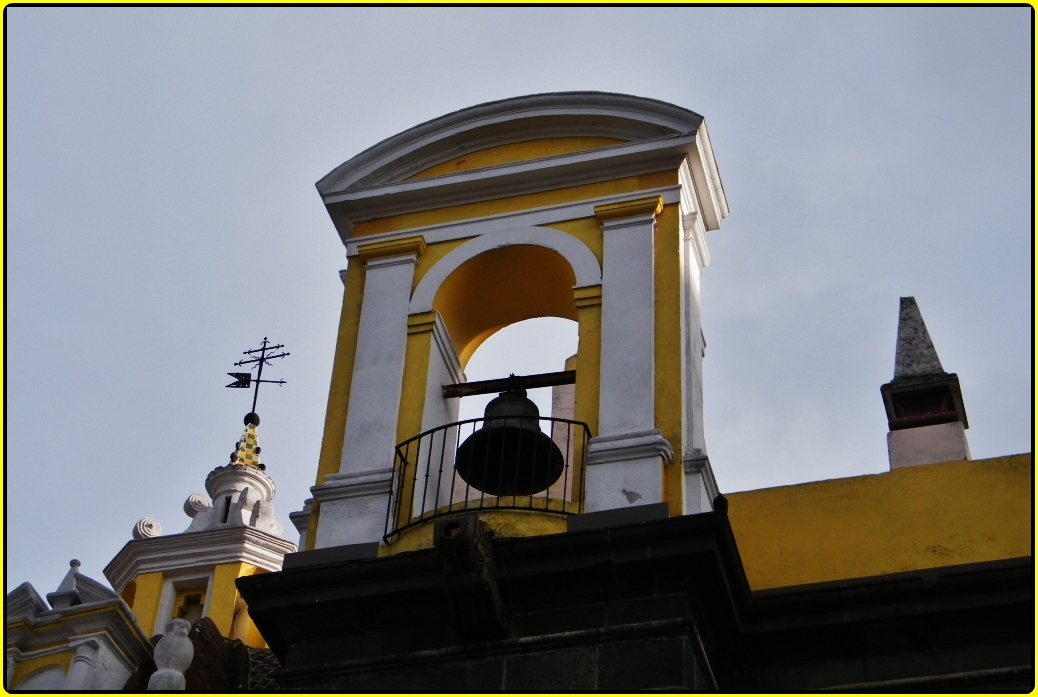